# Juan Ángel Michelena
Juan Ángel Michelena (Maracaibo, 1774 – Ferrol, 29 settembre 1831) è stato un militare spagnolo, di origine creola.
Si distinse nella difesa delle città del Río de la Plata durante le invasioni britanniche e nella lotta ai governi indipendentisti delle Province Unite dopo la Rivoluzione di Maggio.

## Biografia
Nato nel 1774 a Maracaibo, nel Vicereame della Nuova Granada, Juan Ángel de Michelena y Moreno entrò presto in marina. Nel 1797 partecipò alla battaglia di Capo San Vincenzo a bordo della nave Principe de Asturias.
Arrivò nelle acque del Río de la Plata nel febbraio del 1805; durante la prima delle invasioni britanniche partecipò il 12 agosto 1806 alla riconquista di Buenos Aires, agli ordini di Santiago de Liniers, comandando una delle tre colonne che si infilarono nelle difese nemiche. Un anno più tardi comandò la flotta che trasportò le truppe da Buenos Aires a Montevideo, assediata dai britannici.
Nel contesto del contrasto venutosi a creare tra il viceré Liniers e il governatore di Montevideo Francisco Javier de Elío, Michelena fu incaricato di sostituire e imprigionare quest'ultimo; il 20 settembre 1808, arrivato da Buenos Aires, minacciò Elío con una pistola e chiese di essere ascoltato dal cabildo di Montevideo, ma una sollevazione popolare lo costrinse a fuggire.
Dopo la Rivoluzione di Maggio entrò a far parte dello schieramento realista; al comando di una delle due flottiglie create dalle autorità spagnole riparate a Montevideo si inoltrò nel fiume Uruguay, ponendo una guarnigione a Colonia del Sacramento e prendendo possesso delle città di Soriano, Mercedes, Paysandú e, sulla sponda occidentale, di Arroyo de la China e di Gualeguaychú. Il 4 aprile 1811 la sua squadriglia navale tentò di rioccupare Soriano, presa un mese prima dagli indipendentisti, ma fu sconfitto nella battaglia di Soriano.
Il 15 luglio dello stesso anno si presentò con cinque navi davanti alle coste di Buenos Aires e sottopose la città a bombardamento. Nel 1812 effettuò un breve viaggio in Spagna. Nel 1814, alla caduta di Montevideo, fu preso prigioniero e trasportato a Las Bruscas; approfittando di un ricovero all'ospedale di Buenos Aires riuscì a scappare e a riparare nella penisola.
Messosi agli ordini del generale francese Bordesoulle, Juan Ángel Michelena partecipò alla restaurazione dell'assolutismo in Spagna dopo il fallimento della rivoluzione liberale di Rafael del Riego. Nominato governatore militare e politico di Ferrol, morì il 29 settembre 1831.